# Стариков, Филипп Никанорович
Фили́пп Никано́рович Ста́риков (2 [14] ноября 1896, дер. Ново-Толмацкая, Вятская губерния — 2 октября 1980) — советский военачальник, командарм Великой Отечественной войны, генерал-лейтенант (1942).

## Биография
На военной службе с 1915 г., рядовой. Участвовал в Первой мировой войне, старший писарь пехотного полка на Румынском фронте.
С 1918 г. — в рядах Красной Армии. Был командиром взвода на Восточном, Южном и Туркестанском фронтах Гражданской войны, воевал против белогвардейцев и басмачей.
В 1920 г. окончил пехотные курсы комсостава (Самара). В 1925 г. вступил в ВКП(б), назначен командиром батальона. В 1928 г. окончил курсы «Выстрел». С 1930 г. — командир и комиссар Памирского отряда, с 1931 г. — начальник 1-й части штаба дивизии. В 1932—1937 гг. — командир и комиссар стрелкового полка, с сентября 1937 г. — командир стрелковой дивизии, с октября 1938 г. — командир 19-го стрелкового корпуса. Участвовал в советско-финляндской войне 1939—1940 гг. 4 июня 1940 г. присвоено звание «генерал-майор». С июля 1940 г. — в инспекции пехоты Красной Армии.
В Великую Отечественную войну воевал на Северном, Ленинградском и Волховском фронтах:
- начальник Восточного сектора Лужской оперативной группы,
- заместитель командующего 23-й армией, командующий Синявинской оперативной группой войск (с декабря 1941),
- заместитель командующего 8-й армией, командующий Волховской оперативной группой.

С 22 апреля 1942 г. по 9 июля 1945 г. — командующий 8-й армией. 11 ноября 1942 г. присвоено звание «генерал-лейтенант». Возглавляемые им войска участвовали в обороне и прорыве блокады Ленинграда, Мгинской, Новгородско-Лужской, Нарвской, Таллинской и Моонзундской десантной операциях.
В 1945—1949 гг. занимал должности заместителя командующего войсками Московского военного округа, помощника генерал-инспектора стрелковых войск Главной инспекции МО СССР, старшего преподавателя Военной академии Генерального штаба. В 1949 г. окончил Высшие академические курсы при Военной академии Генерального штаба. В 1949—1951 и 1953—1954 гг. — заместитель председателя ЦК ДОСААФ. В 1951—1953 гг. работал в Совете Министров СССР. С июля 1954 г. был начальником кафедры Московского института внешней торговли.
19 августа 1955 г. уволен в запас.
Был делегатом XVIII съезда ВКП(б) (1939).
Похоронен на Кунцевском кладбище.

## Награды
- орден Ленина (21.02.1945)[6]
- три ордена Красного Знамени (22.02.1938, 3.11.1944, 20.06.1949)
- орден Суворова 1-й степени (5.10.1944)
- орден Кутузова 1-й степени (27.12.1943)
- орден Красной Звезды (11.04.1940)
- медали.